# Humpån

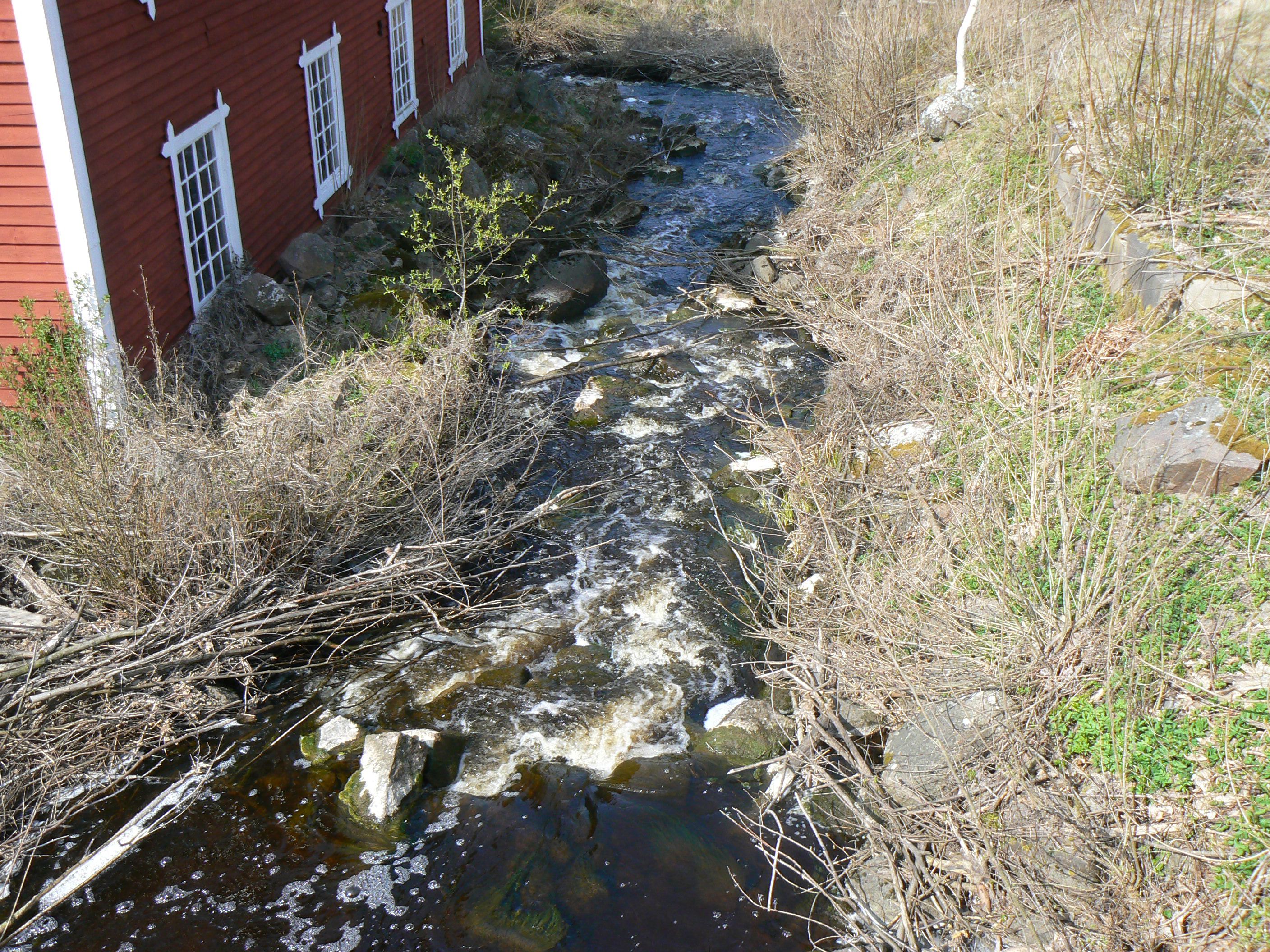
Humpån mellan Storsjön och Lillsjön

Humpån är ett mindre vattendrag i centrala Östergötland. Humpån sammanflödar med Fettjestadån utanför Gälstad-Lundby varefter namnet är Kapellån.